# تازه‌وارد در شهر
تازه‌وارد در شهر (به انگلیسی: New in Town) فیلمی محصول سال ۲۰۰۹ به کارگردانی جوناس المر است . در این فیلم رنی زلوگر، هری کانیک جونیور، جی کی سیمونس، سیوبحان فالن، فرانسیس کانروی بازی کردند.

## خلاصه داستان
لوسی هیل (رنی زلوگر) در یک شرکت بزرگ تولید مواد غذایی در میامی کار می‌کند اما مسئولان کمپانی که از تولیدات خودشان در یک شهر کوچک راضی نیستند تصمیم می‌گیرند او را به آنجا بفرستند تا مقدمات بسته شدن آن کارخانه را فراهم کند.
اما زندگی در این شهر کوچک وسردسر مشکلات زیادی برای لوسی (رنی زلوگر) که از شهر بزرگ و گرم میامی به آنجا آمده به وجود می آورد از جمله با بعضی کارکنان سنتی آنجا که حاضر به پذیرش یک مدیر زن نیستند دچار مشکل می‌شود ولی او می‌تواند با تد میچل (هری کانیک جونیور)که نماینده اتحادیه کارگران است ارتباط دوستانه ای برقرار کند .
لوسی کم کم به آن شهرک واهالی آن وابستگی پیدا می‌کند وتصمیم میگیرد با کمک کارگران آنجا محصولی جدید تولید کند تا با بالا بردن فروش کارخانه از تعطیلی آن جلوگیری کند و در نهایت مسئولان کمپانی را قانع می‌کند تا کارخانه را تعطیل نکنند ولوسی (رنی زلوگر) که کار خود را انجام داده است به میامی برمیگردد.
ولی او به شدت به مردم آن شهر سردسیر وابستگی پیدا کرده وعاشق تد میچل (هری کانیک جونیور) شده پس تصمیم میگیرد با خریدن آن کارخانه دوباره به شهرک باز گردد و....